# Waleed Ahmed
Waleed Ahmed Ali (* 15. Januar 1974) ist ein ehemaliger sudanesischer Fußballschiedsrichterassistent.
Von 2009 bis 2019 stand Ahmed auf der Liste der FIFA-Schiedsrichter und war an der Spielleitung internationaler Fußballspiele beteiligt.
Ahmed wurde bei insgesamt vier Afrika-Cups eingesetzt. Beim Afrika-Cup 2013 in Südafrika, beim Afrika-Cup 2015 in Äquatorialguinea, beim Afrika-Cup 2017 in Gabun und beim Afrika-Cup 2019 in Ägypten leitete er insgesamt 18 Spiele.
Zudem war er unter anderem Schiedsrichterassistent beim olympischen Fußballturnier 2016 in Rio de Janeiro, bei der Weltmeisterschaft 2018 in Russland, bei der Klub-Weltmeisterschaft 2018 in den Vereinigten Arabischen Emiraten, bei der U-20-Weltmeisterschaft 2015 in Neuseeland und der U-20-Weltmeisterschaft 2017 in Südkorea, in der afrikanischen WM-Qualifikation sowie bei diversen Qualifikations- und Freundschaftsspielen.